# Francisco Vicente Rossi
Francisco Vicente Rossi foi desembargador do Tribunal de Justiça do Estado de São Paulo e é o atual diretor da Faculdade de Direito da Pontifícia Universidade Católica de Campinas. Recebeu, em 2 de março de 2018, a Ordem do Mérito no Grau de Cavaleiro da Secretaria de Educação do Estado de São Paulo, sendo somente a segunda dada desde a criação em 2016.